# Judith El Zein
Pour les articles homonymes, voir Zein.
Judith El Zein est une actrice française, née le 1er novembre 1976 à Paris.

## Biographie
Après une formation musicale (piano), Judith El Zein a été formée au Cours Florent puis à l'École nationale supérieure des arts et techniques du théâtre (ENSATT). Judith El Zein se partage depuis, entre cinéma, théâtre et télévision.
Elle tient plusieurs petits rôles au cinéma durant les années 1990-2000. En 2008, elle fait partie de la large distribution réunie par Cédric Klapisch pour son drame Paris.
En septembre 2010, elle adapte avec Laurent Lafitte la comédie musicale Rendez-Vous (She Loves Me), créée au théâtre de Paris.
En 2011, Kad Merad lui confie un second rôle plus développé dans son premier film comme réalisateur, Monsieur Papa. L'année suivante, elle est révélée au grand public avec le succès de l'acclamée comédie Le Prénom, réalisée par Matthieu Delaporte et Alexandre de la Patellière.
Deux années plus tard, elle est ainsi au casting de la comédie populaire Supercondriaque, réalisée par Dany Boon.
En 2015, elle tient un second rôle dans la comédie à succès Papa ou maman, de Martin Bourboulon, scénarisée par Matthieu Delaporte et Alexandre de la Patellière.
L'année suivante, elle retrouve le réalisateur Kad Merad pour le premier rôle féminin de la comédie Marseille. Elle est aussi au casting de la suite Papa ou Maman 2.
Puis en 2017, elle figure au casting de la comédie Les Ex, de Maurice Barthélemy.
En 2018, elle est au casting de la comédie Je vais mieux, de Jean-Pierre Améris, portée par Éric Elmosnino.
En 2019, elle est au casting de deux comédies de Varante Soudjian : Walter et Inséparables.

## Filmographie

### Cinéma

#### Longs métrages
- 1997 : Amour et Confusions de Patrick Braoudé : Une hôtesse
- 2000 : Quand on sera grand (Once we grow up) de Renaud Cohen : Christine
- 2001 : La Stratégie de l'échec de Dominique Farrugia : Sylvie
- 2002 : Filles perdues, cheveux gras de Claude Duty : La mère de Marianne
- 2003 : Rire et Châtiment d'Isabelle Doval : Agnès
- 2004 : Mensonges et trahisons et plus si affinités... de Laurent Tirard : La Yuppie 1
- 2006 : Un ticket pour l'espace d'Éric Lartigau : La collègue de Soizic
- 2006 : Dans Paris de Christophe Honoré : La fille qui croit qu'il va pleuvoir
- 2008 : Paris de Cédric Klapisch : Mélanie Verneuil
- 2008 : Le Bruit des gens autour de Diastème : Léna
- 2010 : Comme les cinq doigts de la main d'Alexandre Arcady : Karine Hayoun
- 2011 : Monsieur Papa de Kad Merad : Sonia
- 2012 : Ma première fois de Marie-Castille Mention-Schaar : Jacqueline
- 2012 : Le Prénom de Matthieu Delaporte et Alexandre de La Patellière : Anna
- 2013 : 16 ans... ou presque de Tristan Séguéla : Agnès Dorgeval
- 2014 : Supercondriaque de Dany Boon : Norah Zvenka
- 2015 : L'Art de la fugue de Brice Cauvin : Hélène
- 2015 : Papa ou Maman de Martin Bourboulon : Virginie
- 2016 : Marseille de Kad Merad : Elena
- 2016 : Papa ou Maman 2 de Martin Bourboulon : Virginie
- 2017 : Les Ex de Maurice Barthélemy : Audrey
- 2018 : Je vais mieux de Jean-Pierre Améris : Elise
- 2019 : Walter de Varante Soudjian : Laurence
- 2019 : Inséparables de Varante Soudjian : Charlotte
- 2020 : L'Origine du monde de Laurent Lafitte : voix du travesti
- 2023 : BDE de Michaël Youn : Morgane
- 2023 : Le Petit Blond de la Casbah d'Alexandre Arcady : Blanche

#### Courts métrages
- 2000 : Mon prince viendra, de Philippe Lasry : La femme
- 2000 : Même pas mal, de Diastème
- 2009 : Le petit marin, de Stéphanie Vasseur

### Télévision

#### Séries télévisées
- 1994 : Les Cordier, juge et flic : Florence
- 1995 / 1997 : Navarro : Marion Lesage
- 1996 : Julie Lescaut : Hélène Vinci
- 1996 : Dans un grand vent de fleurs : Estelle
- 1997 - 1998 / 2005 : P.J : Fanny / Anne-Marie Henry
- 1999 : Vertiges : Julie
- 1999 : Joséphine, ange gardien : saison 3 épisode 4, La Part du doute : Dominique
- 2000 : Crimes en série : Ingrid
- 2001 : Mathieu Corot : Valérie / Djemila Alloui
- 2002 : Avocats et Associés : Isabelle Laroche
- 2004 : Premiers Secours : Véronique Meyer
- 2004 : Joséphine, ange gardien : saison 8 épisode 26, Enfin des vacances !... : Carole
- 2006 : Sauveur Giordano : Helène Destouches
- 2006 : Femmes de loi : Myriam Nolay
- 2007 : Confidences : Sophie
- 2007 : Fargas : Isabelle Audoni
- 2007 : Franck Keller : Muriel Fortini
- 2008 : Cellule identité : Marie-Agnès Daquin
- 2009 : Clara Sheller : Jeanne
- 2013 : Kaboul Kitchen :  Barbara Braque
- 2014 : Intrusion : Astrid
- 2017 : Paris, etc. : Alexandra
- 2019 : À l'intérieur de Vincent Lannoo : Alexandra Santi
- 2024 : La Recrue : Emmanuelle Trinquant

#### Téléfilms
- 1993 : Deux fois vingt ans (Due volte vent'anni) de Livia Giampalmo
- 1998 : Famille de cœur de Gérard Vergez : Hélène
- 1999 : Les trois adieux (Tre addii)  de Mario Caiano
- 2002 : L'Île maudite de Rémy Burkel : Sophie
- 2003 : Les robinsonnes de Laurent Dussaux : Isabelle
- 2006 : On a volé la Joconde de Fabrizio Costa : Françoise
- 2010 : L'homme sans nom de Sylvain Monod : Clara Delage
- 2019 : État d'urgence de Vincent Lannoo : Rachel Santini

## Théâtre
- 1991 : Mademoiselle Julie, mise en scène Xavier Marcheschi
- 1991 : La Peur des coups, mise en scène Xavier Marcheschi
- 1992 : El Burlador de Sevilla y convidado de piedra, mise en scène Jean-Louis Jacopin
- 1994 : La Princesse d'Elide de Molière, mise en scène Jean-Luc Revol
- 1995 : L'Heureux Stratagème de Marivaux, mise en scène Jean-Luc Revol
- 2000 : Le Béret de la Tortue, mise en scène François Rollin
- 2001 : La valse à Manhattan d'Ernest Thompson, adaptation Michel Blanc, mise en scène Jean-Luc Revol
- 2010 : Le Prénom, mise en scène Bernard Murat, théâtre Édouard VII
- 2018 : Justice de Samantha Markowic, mise en scène Salomé Lelouch,  théâtre de l'Œuvre